# Adorazione del Bambino (Correggio)
L'Adorazione del Bambino è un dipinto a olio su tela (81x67 cm) di Correggio, databile al 1526 circa e conservato nella Galleria degli Uffizi di Firenze.

## Storia
Il valore dell'opera fu compreso già nel Cinquecento quando venne donata dal Duca di Mantova Francesco I Gonzaga a Cosimo II de' Medici, nel 1617. I Medici infatti vollero esporla nella Tribuna degli Uffizi (6 novembre dello stesso anno), il luogo più prestigioso della Galleria granducale dove si ammiravano i più stimati dipinti. 
Non si conosce niente della sua provenienza più antica, né della committenza relativa a questo quadretto chiaramente destinato alla devozione privata. Un'ipotesi, non sostenuta da alcun avallo documentario, vorrebbe tuttavia identificare quest'opera con quella ricordata da Vasari a Reggio Emilia e portata da Genova da Luigi Pallavicino.
Agli Uffizi l'opera suscitò l'ammirazione del pittore Johann Zoffany che ne produsse una copia; ne esiste anche una miniata di Giovan Battista Stefaneschi.
La datazione si basa su dati stilistici: il Bottari suggerì il 1524-1526, mettendola in relazione con le opere della cappella del Bono, quali la Deposizione o il Martirio dei quattro santi. Condivide inoltre con la Madonna della Cesta e il Matrimonio mistico di santa Caterina d'Alessandria del Louvre uno spiccato tono di intimismo.

## Descrizione e stile
Questa piccola opera, che rappresenta un soggetto semplicissimo quale l'Adorazione del Bambino da parte della Vergine, permette di verificare la capacità del Correggio di rinnovare la tradizione iconografica puntando sullo studio e sulla rappresentazione dei "moti dell'animo". È infatti il gesto naturalissimo della Vergine con le mani dolcemente dischiuse e l'espressione rapita in contemplazione del piccolo Bambino a rendere tanto fresca e deliziosa questa immagine. L'intimo rapporto tra madre e figlio è valorizzato anche dall'idea di poggiare il neonato su un lembo del mantello.
Sono stati rilevati alcuni possibili significati simbolici relativi alla pianta di fico visibile sulla destra o alla stoffa bianca su cui poggia il Bambino: motivo che potrebbe essere interpretato in termini eucaristici. Più esplicite, tuttavia, sebbene ancora minimizzate, sono le allusioni alla fuga in Egitto per mezzo della sella visibile in primo piano e della palma ondeggiante sullo sfondo. Lo stesso vale per il fico che cresce dalle rovine, e che serve a ricordare come il sacrificio di Cristo abbia redento la prima disobbedienza di Adamo. Le rovine antiche invase dall'erba alludono alla fine del paganesimo.
La scena è inondata da una luce dorata che sullo sfondo compone un luminoso tramonto o, più verosimilmente, un'alba.

## Citazioni letterarie
Nel suo famoso romanzo di successo Ritratto di signora (romanzo), Henry James cita l'opera del Correggio, ammirata presso gli Uffizi dalla signorina Stackpole, una delle protagoniste del romanzo e descrivendola come "Vergine in ginocchio dinanzi al sacro bambino, adagiato su un giaciglio di paglia, cui batte le mani, mentre lui ride felice e ciangotta di gioia" (p. 373 della versione integrale).